# Nanhermannia domrowi
Nanhermannia domrowi är en kvalsterart som beskrevs av Balogh och Sandór Mahunka 1978. Nanhermannia domrowi ingår i släktet Nanhermannia och familjen Nanhermanniidae. Inga underarter finns listade i Catalogue of Life.